# Steatoda bertkaui
Steatoda bertkaui är en spindelart som först beskrevs av Tord Tamerlan Teodor Thorell 1881.  Steatoda bertkaui ingår i släktet vaxspindlar, och familjen klotspindlar. Inga underarter finns listade i Catalogue of Life.